# 杉本屋製菓
杉本屋製菓株式会社（すぎもとやせいか）は、愛知県豊橋市に本社をおく菓子メーカーである。

## 概要
1915年（大正4年）に創業者が渥美郡赤羽根村(現・田原市)にて生菓子の製造・販売を開始したのが始まり。その後豊橋市にてゼリーや羊羹の製造を始め、戦後になって現在の「杉本屋製菓」となる。1960年（昭和35年）の年商は1億6000万円、1970年（昭和45年）は5億6500万円。
2015年（平成27年）に創業100周年を迎えた。
また、男女を問わずアイドルなどの音楽ライブを主催し、2017年1月28日より年2回『「応援」がテーマの総合エンターテイメントFestival!』をキャッチフレーズに「まけんグミフェス」を都内で開催するなど、音楽イベントを精力的に展開。2022年8月、本業に経営資源を集中させるため音楽イベント事業からは撤退。

## 沿革
- 1915年（大正4年）- 杉原定吉が渥美郡赤羽根村で「杉本屋商店」を創業
- 1919年（大正8年）- 「鈴木菊次郎商店」の商品の販売を開始
- 1933年（昭和8年）- 豊橋市にゼリーおよび羊羹の製造工場を新設
- 1936年（昭和11年）- 合名会社「杉本屋商店」に改組
- 1949年（昭和24年）- 「杉本屋製菓株式会社」に改組
- 1985年（昭和60年）- グミキャンディー製造設備を新設
- 1990年（平成2年）- まけんグミを発売
- 2015年（平成27年）- 創業100周年
- 2016年（平成28年）- 毎年9月28日を「まけんグミの日」に制定
- 2017年（平成29年）- 本社・本社工場 ISO9001:2008からISO9001:2015へ移行
- 2018年（平成30年）- 「豊橋市ええじゃないかHACCP」を導入
- 2020年（令和2年）- 本社工場 FSSC22000認証取得
- 2022年（令和4年）- フルタ製菓(大阪府大阪市)が株式を取得。同社の完全子会社となる[5]

## 主な製品
- ゼリー
  - ハイミックスゼリー - 1969年発売。
  - ミックスゼリー - 1969年発売。
- 羊羹
- グミキャンディー
  - まけんグミ - 1990年発売。じゃんけんのグー・チョキ・パーをそれぞれデザインしたもの。なお量は3種とも同じである。
  - コラボまけんグミ
    - 豊橋商業高校（2017年10月）[6]
    - ぐーちょきぱー (2017年12月)[7]
    - 多治見高校（2018年12月）[8]
    - Lily of the valley（2019年5月）[9]
    - VTuber「飛鳥ひな」 (2019年5月）[10]
    - 大同大学（2019年6月）[11]

  - ぷるもっち
- カップゼリー
  - 快適野菜ゼリー - 「カゴメ・野菜生活100」シリーズを原材料に使用している。

### ハイミックスゼリー・ミックスゼリー
1969年（昭和44年）発売。寒天を天然着色料で5色に染め、オブラートで包んだゼリー。発売当初は2kgの箱入りが中心で、菓子店での量り売りで多く取り扱われていた。現在は145g～165gの袋入りが主である。形状も、直方体から立方体へと変化している。年間80万～100万袋の売り上げがある。
2011年から「震災遺児支援プロジェクト」に参加し「ハイミックスゼリー」1袋につき1円をあしなが育英会に寄付している。

### まけんグミ
1980年代のロッテ「ビックリマン」のブームをきっかけに開発。1988年（昭和63年)発売の「じゃんけんグミ」や「魔拳戦士グミ」を前身として、1990年(平成2年)に「まけんグミ」が発売された。想定価格は税込み40円。2015年までは30円で販売されていた。2010年代は年間1000万個以上を販売。2022年現在も年間約800万個の売上がある。2016年7月、「グー(9)チョキ(2)パー(8)」の語呂から毎年9月28日を「まけんグミの日」として日本記念日協会に登録。
グー、チョキ、パーの手形に渦巻き状のしっぽが付いた形をしたグミで、パッケージに描かれている手と入っているグミの手は一致するとは限らない。グレープ味、コーラ味、サイダー味があり、過去にはイチゴヨーグルト味(2003年発売)やメロンソーダ味(2005年発売)があった。パッケージのキャラクターは、グーが「グータン」、チョキが「チョッピー」、パーが「パルル」と名付けられている。2015年8月以前のパッケージでは、それぞれ「グーボー」「チョキリン」「パータン」という名前だった。一緒に入っている小さい星形のグミは「お母さん用」である。
渦巻き状の形状にちなみ、富士急ハイランドの回転数が特徴のジェットコースター「ええじゃないか」の累計搭乗者数600万人セレモニーで配布されたこともある。
コラボを積極的に行っており、コラボまけんグミの発売のほか、サンワサプライ やぐりんぱ とのコラボを実施している。
サイズ違いの関連商品として、杉本屋製菓が監修し、丹生堂本舗が発売している「KING ドでか まけんグミ」と「ちっちゃくなった まけんグミ」がある。

## プロモーション活動
「まけんグミフェス」や「劇団まけん組」などを主催し、「まけんグミ」および自社のプロモーション活動を展開。少子化が進む中、アイドルや俳優の発信力を通して幼少期に親しんだ世代を呼び戻し、購買に繋げることが狙いだった。
2017年11月12日、「まけんグミ」公式アンバサダーにぐーちょきぱーが就任することが発表された。就任当日となった2017年12月9日、ぐーちょきぱーの楽曲のタイトルにちなんだ「ハジケソーダ味のまけんグミ」の製造を発表。
2020年4月には、「まけんグミ」プロデュースとしてアイドルオーディションを開催し、8月にLOVE SPEARSおよびRUN WiTH YOUの2組がデビューした。
2020年7月16日、新型コロナウイルス感染症が拡大する中、アイドルシーンを応援するため、楽曲制作プロジェクト「日本晴れサーキット supported by まけんグミ」が立ち上げられた。14組のグループ、総勢100人が参加し収録が行われ、2021年1月30日に完成した楽曲「にほんばれキューピット」が公開された。
完全子会社「株式会社コミフェクト」を通じて事業を行っていたが、2022年8月、経営資源集中のため全株式を同社代表取締役に譲渡した。